# Ospedaletti
Ospedaletti is een gemeente in de Italiaanse provincie Imperia (regio Ligurië) en telt 3500 inwoners (31-12-2004). De oppervlakte bedraagt 5,2 km², de bevolkingsdichtheid is 668 inwoners per km².
De volgende frazioni maken deel uit van de gemeente: Porrine.

## Demografie
Ospedaletti telt ongeveer 1948 huishoudens. Het aantal inwoners daalde in de periode 1991-2001 met 6,7% volgens cijfers uit de tienjaarlijkse volkstellingen van ISTAT.
| Jaar | Inwoneraantal |
| ---- | ------------- |
| 1991 | 3591          |
| 2001 | 3351          |

## Geografie
Ospedaletti grenst aan de volgende gemeenten: Bordighera, Sanremo, Seborga, Vallebona.

## Galerij

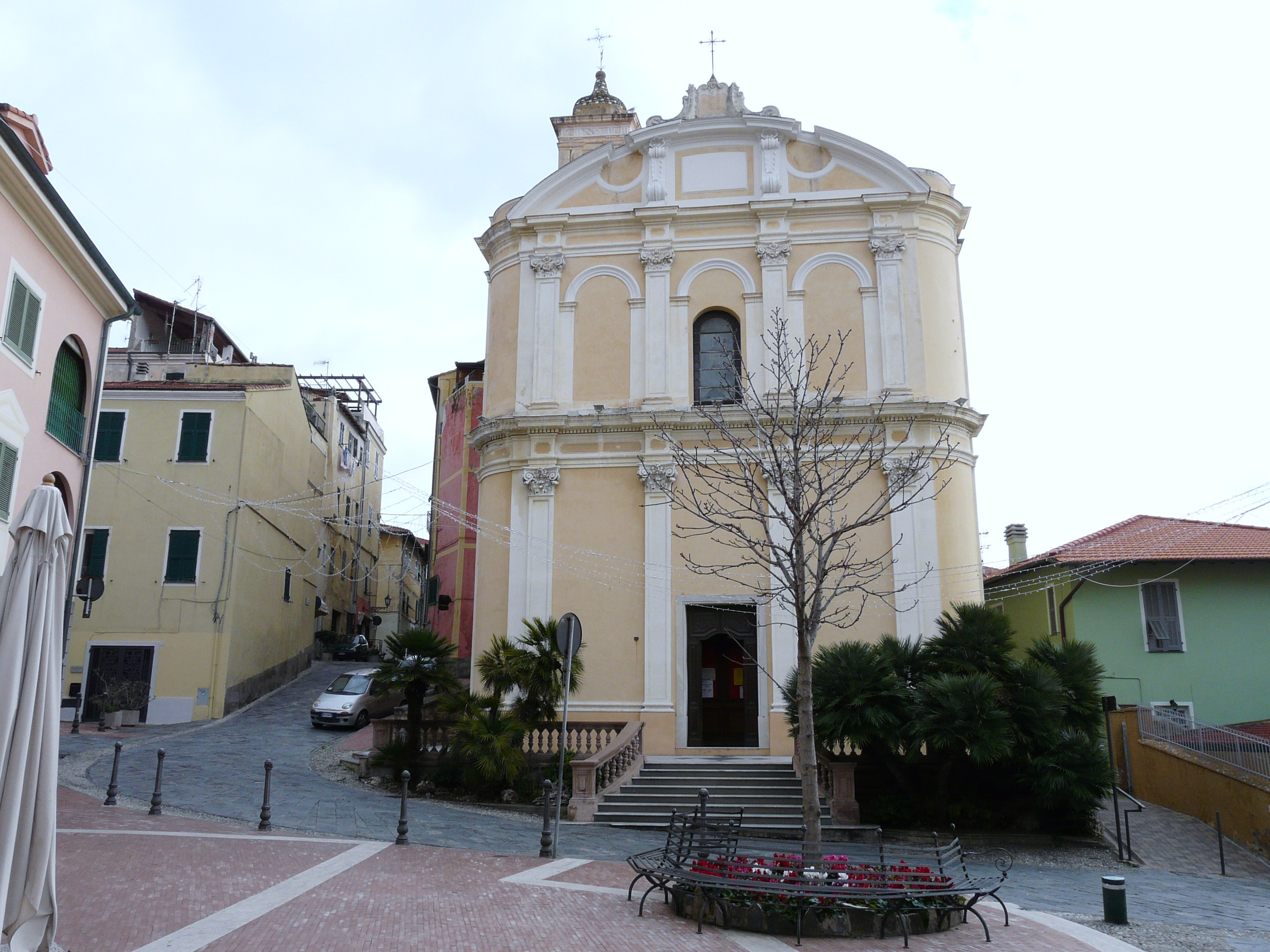
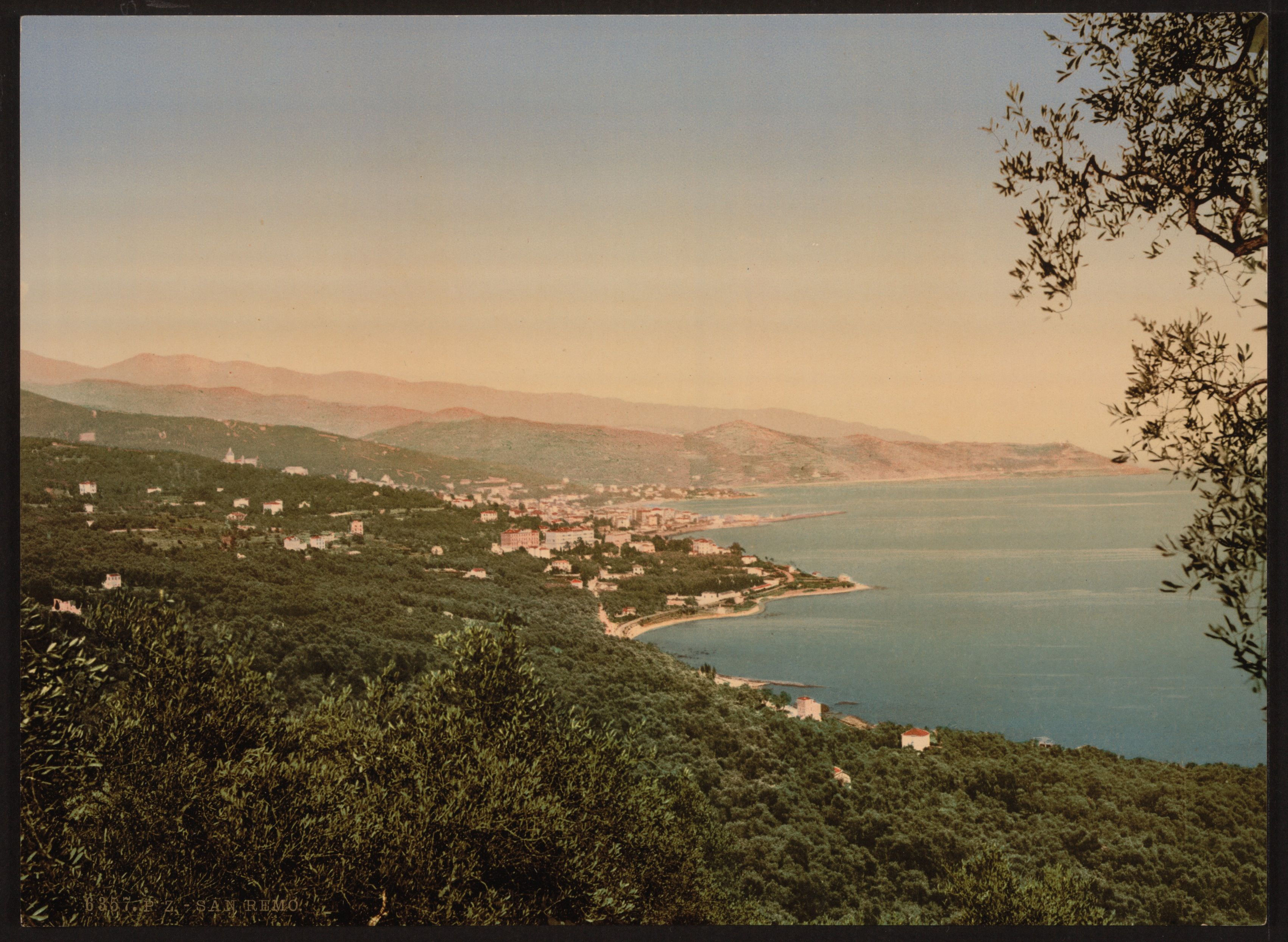
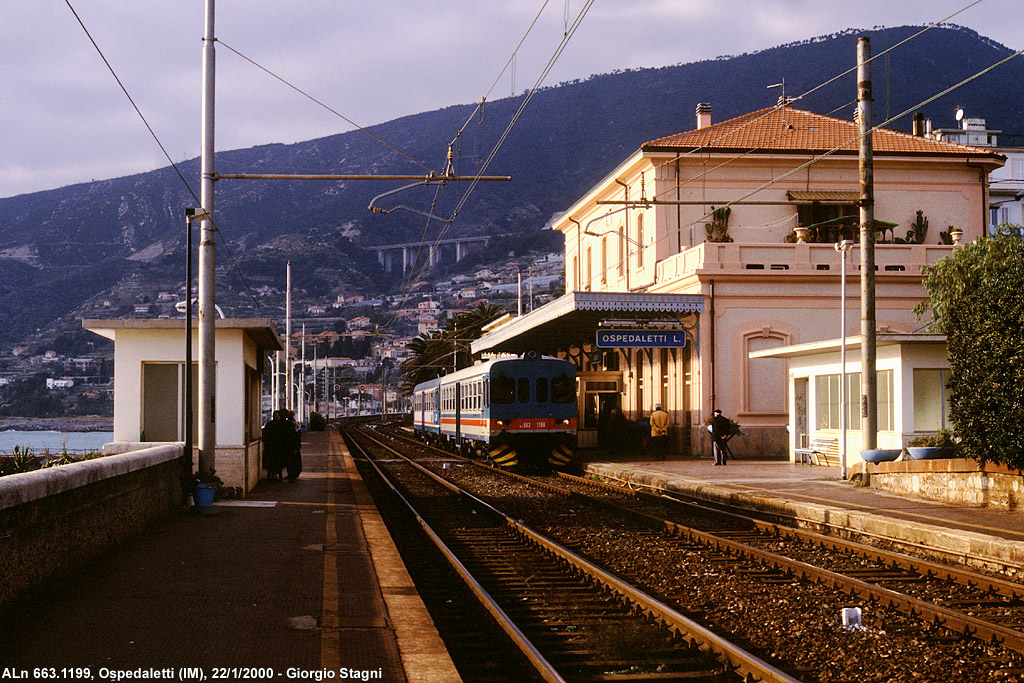
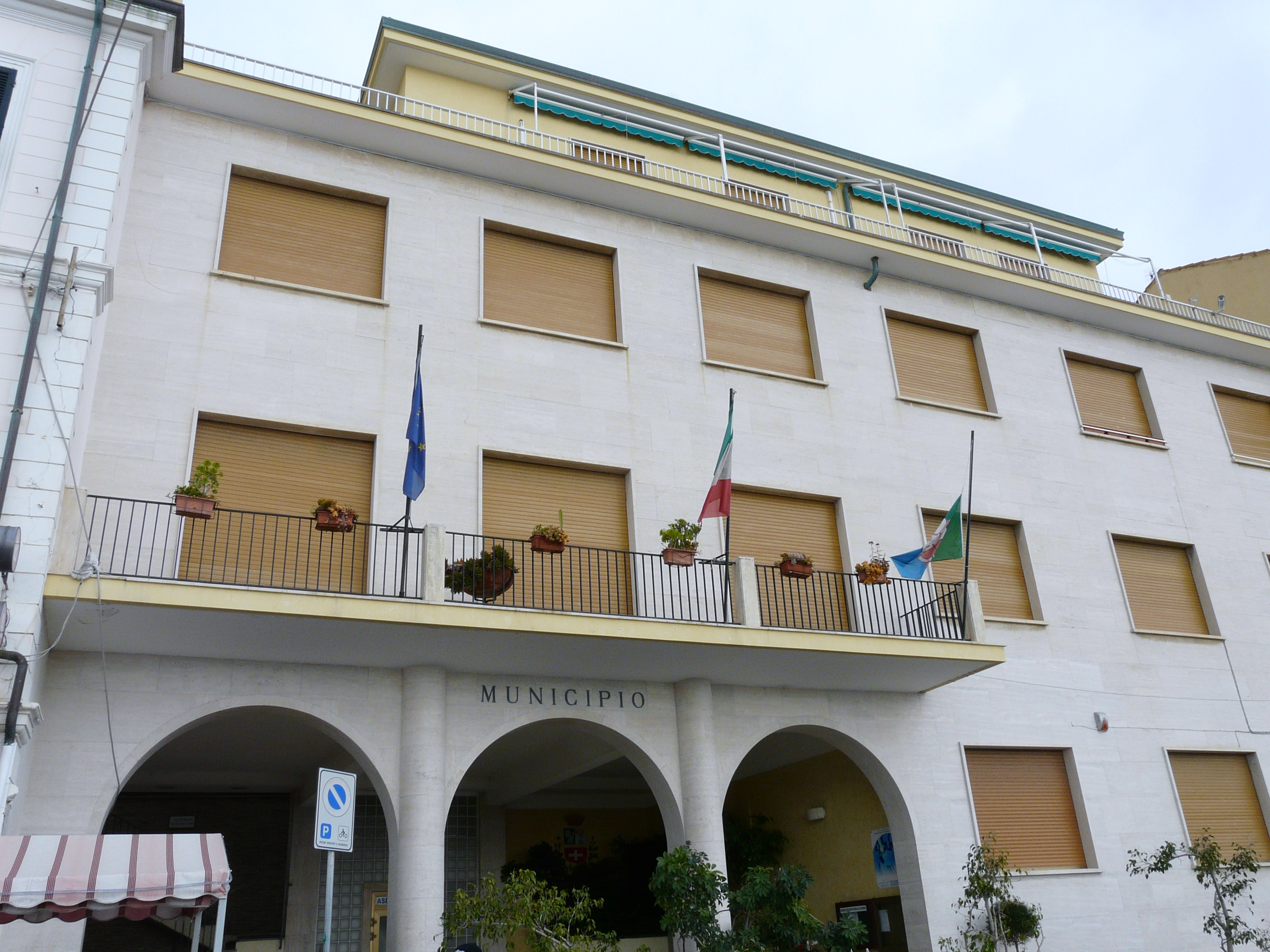
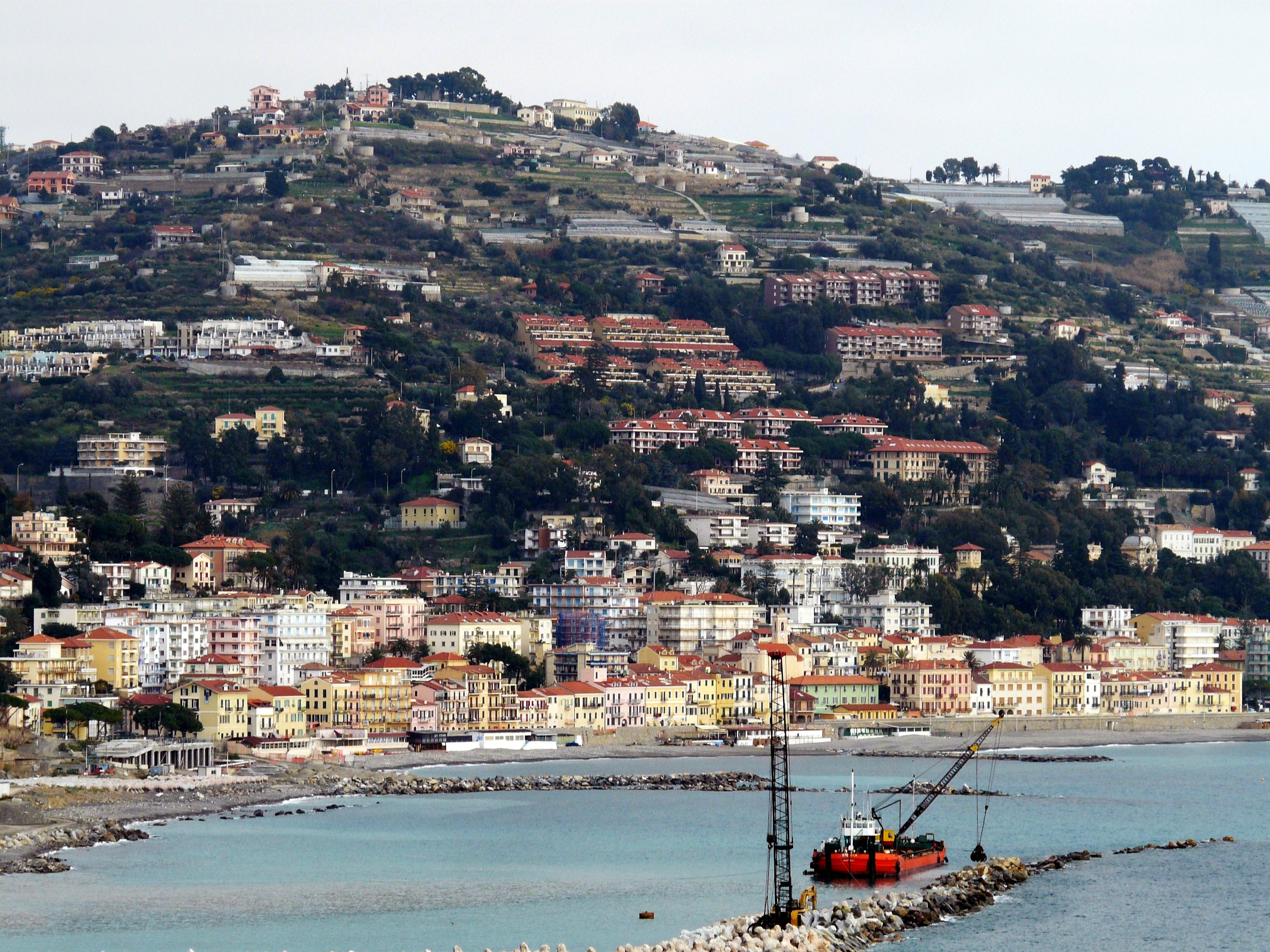